# Залізниця через Верхній Норрланд
Залізниця через Верхній Норрланд — залізнична лінія завдовжки 626-км між Бреке, округ Ємтланд, і Буденом, округ Норрботтен, Швеція.  

Часто розглядають як частину Norra stambanan. 
Побудована в 1883-1894 рр., електрифікована в 1939-1942 рр.
З міркувань військової та регіональної політики залізниця була побудованиа в дуже малонаселених районах, далеко від більш густонаселеного узбережжя. 
Лінія має декілька відгалужень до населених пунктів на узбережжі, причому ті, що ведуть до Умео та Лулео, вважаються частиною самої лінії. Сьогодні трьома найбільшими населеними пунктами вздовж лінії є Буден (населення 18 800 осіб), Ельвсбюн (населення 5500) і Веннес (населення 4100).
В 2010 році була відкрита залізниця Ботніа, яка прокладена паралельно залізниці через Верхній Норрланд уздовж узбережжя від Сундсвалля до Умео. З 2013 року весь пасажиропотік перемістився із Залізниці через Верхній Норрланд на лінію Ботнія, було припинено рух на дистанції між Брекке та Веннесом. 
Нортботніябанен знаходиться в стадії планування, і в майбутньому дозволить швидкісним потягам курсувати до Лулео.

## Послуги
На лінії переважають вантажні перевезення, вантажоперевезення здійснюються переважно електровозами. 
Два пасажирських нічних поїзда до/зі станції Стокгольм-Центральний, під орудою Vy Tåg, курсують між Умео та Буденом.
Один потяг прямує до Нарвіка у Норвегії, а другий – до Лулео.
Norrtåg забезпечує до трьох щоденних потягів у напрямку між Умео, Буденом і Лулео, причому один курсує до/з Гапаранди з квітня 2021 року. 
Додатковий потяг здійснює дві щоденні поїздки в обидва кінці між Умео, Віндельном і Гелльнесом, де він залишає головну лінію і продовжує рух вглиб країни до Ликселе. 
Хоча більшість поїздів живляться від повітрянного дроту 15 кВ, лінія між Гелльнесом і Лікселе не електрифікована, тому Norrtåg використовує один блок дизельпотягу Bombardier Itino для цих послуг. 